# 351 aC
El 351 aC va ser un any del calendari romà prejulià. En aquell temps, era conegut com a any del consolat de Pètic i Crispí (o, més rarament, any 403 ab urbe condita o de la Fundació de Roma). L'ús del nom «351 aC» per referir-se a aquest any es remunta a l'alta edat mitjana, quan el sistema Anno Domini va ser el mètode de numeració dels anys més comú a Europa.

## Esdeveniments

### Àsia Menor
- Idrieu, sàtrapa de Cària, puja al tron succeint a la seva germana Artemísia II, la viuda de Mausol.[2]

### Antiga Grècia
- Falec, general de la Fòcida i fill d'Onomarc, a la mort del seu oncle Faïl·los es converteix en el cap de l'exèrcit foci. Com que encara és molt jove, va quedar sota la custòdia de Mnàsees, però aquest va morir poc després en una batalla contra els beocis i Falec, malgrat la seva joventut, assumeix el comandament i dirigeix la guerra amb èxit divers.[3]

### Sicília
- Leptines, militar i polític siracusà s'uneix a Cal·lip per expulsar la guarnició que Dionís el Jove tenia a Rhègion. Restaura la nominal independència de la ciutat que de fet sembla que va seguir ocupada pels seus mercenaris.[4]

### Antiga Roma
- Aquest any són elegits cònsols Gai Sulpici Pètic i Tit Quinti Pennus Capitolí Crispí. Sulpici Pètic va ser nomenat interrex per organitzar els comicis d'on va sortir elegit. Capitolí Crispí va dirigir la guerra contra els faliscs. No va lliurar cap batalla, però va assolar aquell país.[5]
- Tarquínia aliada amb les ciutats de Falerii i Cere feien la guerra a Roma, fins que aquest any acorden una treva per 40 anys.[6]
- Gai Marci Rútil és el primer censor d'origen plebeu.[7]

## Necrològiques
- Faïl·los de la Fòcida, cau malalt després d'un somni i finalment mor a continuació d'una llarga i dolorosa malaltia. Molts van atribuir la seva mort a l'ús que per la guerra havia fet dels tresors sagrats, i especialment per haver donat ornaments consagrats a les seves amants i la seva dona.[8]